# Refibra
Refibra je obchodní značka umělého vlákna vyrobeného z 80 % tencelu a 20 % směsi recyklovaných bavlněných textilií s celulózovými vlákny.
Refibru vyrábí firma Lenzing, která představila tento nový výrobek v únoru 2017 veřejnosti, ve stejný den přišly do prodeje první pleteniny vyrobené z refibrové příze. Hlavní prodejní argument je systematické použití recyklovaných materiálů jako příspěvek k ochraně  životního prostředí. Cena refibrových vláken má být  asi o 10 % vyšší než tencel.
Celulózová směs pro refibru se zpracovává stejnou technologií a na stejných zařízeních jako tencel.

## Rozsah výroby a vlastnosti refibry
nejsou (do konce roku 2019) veřejně známé. Rozdíly ve vlastnostech refibry (resp. podobných směsí) oproti tencelu se dají jen částečně odvodit z výsledků srovnávacích laboratorních testů, které byly provedeny v Německu v roce 2017.
Při testech se srovnávaly vlastnosti vláken, příze a zátažné pleteniny vyrobené
ze 100 % recyklovaných džínových tkanin, 
ze směsi 90 % celulózy z březového dřeva a  10 % bavlněných odpadů 
ze standardních vláken tencel

### Výsledky testů
| Vzorek                                                  | 100 % recykl. | celulóza/odpad (90/10) | tencel |
| Vlákno (1,3 dtex/38 mm): pevnost za sucha (cN/tex)      | 46,9          | 54,7                   | 39,9   |
| tažnost (%)                                             | 11,3          | 13,4                   | 13,4   |
| E-modul (N(tex)                                         | 8,3           | 10,6                   | 7,0    |
| Příze (25 tex): pevnost za sucha (N/tex)                | 27,6          | 22,6                   | 23,3   |
| pevnost za mokra (N/tex)                                | 23,1          | 22,3                   | 16,5   |
| Pletenina (single jersey): pevnost v oděru (Martindale) | 8100          | 16 000                 | 7900   |